# Магнето (гурт)
Magneto — хореографічно-вокальний бойз-бенд, переважно мексиканців, але також є учасник із Гватемали. У них були хіти, такі як «Vuela Vuelta» і «Para siempre» в 1991 році. За час свого існування гурт зазнав багатьох змін у складі, причому сформований у 1988 році склад, став найбільшим комерційним успіхом гурту під керівництвом Антоніо Берумена.
У 2016 році вони возз'єдналися для концертного туру з бойз-бендом Mercurio, який змінив їх після їхньої розпаду в 1996 році. У 2017 році вони приєдналися до спільного туру Únete a la Fiesta з Mercurio, Kabah, Sentidos Opuestos і Moenia. У 2018 році вони приєдналися до поп-туру 90-х, у якому взяли участь у своєму третьому етапі разом із OV7, Litzy, The Sacados, Caló, JNS, Kabah, Mercurio та Beto Cuevas. У 2021 році вони повертаються до четвертого етапу поп-туру 90-х, цього разу разом з JNS, Еріком Рубіном, Sentidos Opuestos, Ana Torroja, Lynda, Kabah і Benny.

## Альбоми
- Déjalo que gire (1983)
- Tremendo (1986)
- Todo está muy bien (1987)
- 40 grados (1989)
- Vuela, vuela (1991)
- Cambiando el destino (1992)
- Más (1993)
- Tu libertad (1994)
- Siempre (1996)
- XMagneto (2001)
- Únete a la fiesta (2017)
- 90s Pop Tour, Vol.3 (2019)
- 90's Pop Tour 4 (2022)

## Сингли
З альбому 90's Pop Tour 4 (2022)
- Sugar Sugar / Mira, Mira, Mira (Наживо) (з JNS) (2022)

З альбому X-Magneto (2001)
- Una y otra vez (2001)

З альбому Siempre (1996)
- A corazón abierto (1995)
- No sé decir adiós (1996)
- Corazón perfecto (1996)
- Obsesión (1996)

З альбому Tu Libertad (1994)
- Tu libertad (1994)
- Malherido (1994)
- Por nada del mundo (1995)
- Eva María (1995)
- Siempre cerca de mí (1995)
- Mentira para dos (1995)
- Yo seré de ti (1995)

З альбому Más (1993)
- Cambiando el destino (1992)
- Sugar, Sugar (1993)
- Angie (1993)
- Mi amada (1993)
- Por primera vez (1993)
- Cómo pega el son (1993)
- Que sensación (1994)
- Sueño por sueño (1994)

З альбому Cambiando el Destino (1992)
- Cambiando el destino (1992)

З альбому Vuela, vuela (1991)
- Vuela vuela (1991)
- Mira, mira, mira (1991)
- La puerta del colegio (1992)
- Déjame estar a tu lado (1992)
- Para siempre (1992)
- Reza por mí (1992)

З альбому 40 grados (1989)
- Tu mejor amigo (1989)
- Ven a mí (1989)
- Amor a mogollón (1989)
- 40 grados (1990)
- Obsesionado (1990)
- Las palabras (дует з Анжелікою Вейл) (1990)

З альбому Todo está muy bien (1987)
- Todo está muy bien (1987)
- Soy un soñador (1987)
- Mi clase de amor (1988)

З альбому Tremendo (1986)
- Suena tremendo (1986)
- Adolescencia (1986)
- Un amigo es (1987)
- Tengo gases (1987)

З альбому Déjalo que Gire (1983)
- Déjalo que gire (1983)

## Фільми
- Зміна долі (1992)

## Нагороди
- 50 золотих платівок (понад 17 з половиною мільйонів копій)
- 7 платинових альбомів
- 1 алмазний диск
- Премія Ерес за:
  - Найкращий поп-гурт
  - Найкращий альбом
  - Найкраще відео
  - Кращий фільм
- Премія TVyNovelas за найкращий гурт
- Нагорода для великих музичних творців
- Премія Ло Нуестро
- Факел Вінья-дель-Мар
- Eres Awards за п'ять нагород, таких як «Найкращий поп-гурт» та номінації «Найкращий альбом», «Найкраще відео», «Найкращий фільм», «Найкраща пісня» тощо, де вони завжди займали перші три місця.